# Xenoplectus armatus
Xenoplectus armatus là một chi đơn loài nhện trong họ Gnaphosidae. Chúng được mô tả đầu tiên bởi R. D. Schiapelli & B. S. Gerschman de P. năm 1958, và chỉ tìm thấy ở Argentina.